# Eupilaria taprobanica
Eupilaria taprobanica is een tweevleugelige uit de familie steltmuggen (Limoniidae). De soort komt voor in het Oriëntaals gebied.